# Eleição municipal de Rondonópolis em 2020
A eleição municipal do município de Rondonópolis em 2020 ocorreu no dia 15 de novembro com o objetivo de eleger um prefeito, um vice-prefeito e 21 vereadores responsáveis pela administração da cidade para o mandato a se iniciar em 1° de janeiro de 2021 e com término em 31 de dezembro de 2024.
8 candidatos disputaram a prefeitura municipal, que teve o atual prefeito José Carlos do Pátio (Solidariedade) reeleito em turno único, obtendo 44.605 votos, contra 20.653 de Luizão (Republicanos). Houve ainda 2.983 votos em branco, 5.328 nulos e 45.553 abstenções.
Na disputa pelas vagas na Câmara Municipal, o Solidariedade foi o partido que elegeu mais vereadores (7); o mais votado foi Roni Magnani, com 2.203 votos (8 a mais que o segundo colocado, Adilson do Naboreiro).

## Antecedentes
Na eleição de 2016, José Carlos do Pátio (Solidariedade) venceu o candidato à reeleição Percival Muniz (PPS) por 1.556 votos (39.352 a 37.796).

## Contexto político e pandemia
As eleições municipais de 2020 estão sendo marcadas, antes mesmo de iniciada a campanha oficial, pela pandemia do coronavírus SARS-CoV-2 (causador da COVID-19), o que está fazendo com que os partidos remodelem suas metodologias de pré-campanha. O Tribunal Superior Eleitoral (TSE) autorizou os partidos a realizarem as convenções para escolha de candidatos aos escrutínios por meio de plataformas digitais de transmissão, para evitar aglomerações que possam proliferar o vírus. Alguns partidos recorreram a mídias digitais para lançar suas pré-candidaturas. Além disso, a partir deste pleito, será colocada em prática a Emenda Constitucional 97/2017, que proíbe a celebração de coligações partidárias para as eleições legislativas, o que pode gerar um inchaço de candidatos ao legislativo. Conforme reportagem publicada pelo jornal Brasil de Fato em 11 de fevereiro de 2020, o país poderá ultrapassar a marca de 1 milhão de candidatos a prefeito, vice-prefeito e vereador neste escrutínio, o que não seria necessariamente bom, na opinião do professor Carlos Machado, da UnB (Universidade de Brasília): “Temos o hábito de criticar de forma intensa a coligação partidária, sem parar para refletir sobre os elementos positivos dela. O número de candidatos que um partido pode apresentar numa eleição, varia se ele estiver dentro de uma coligação, porque quando os partidos participam de uma coligação, eles são considerados como um único partido", afirmou Machado na reportagem.

## Candidaturas
| Nº | Candidato            | Partido       | Candidato a vice               | Cargos relevantes ou profissão                                   | Coligação                                                                                                  | Tempo no horário eleitoral |
| -- | -------------------- | ------------- | ------------------------------ | ---------------------------------------------------------------- | --- | -------------------------- |
| 10 | Luizão               | Republicanos  | Marchiane Fritzen (PSL)        | Empresário                                                       | "Chegou a Hora de Mudar" (Republicanos, PSL, PSDB e Podemos)                                               |                            |
| 13 | Kleber Amorim        | PT            | Professora Bia (PT)            | Médico                                                           | Sem coligação                                                                                              |                            |
| 23 | Ubaldo Barros        | Cidadania     | Eliezio Nascimento (Cidadania) | Vice-prefeito (2017–2020)                                        | Sem coligação                                                                                              |                            |
| 25 | Thiago Muniz         | DEM           | Ibrahim Zaher (PSB)            | Vereador (2013–2020)                                             | "Unir Para Crescer" (DEM, PSB, PDT, PSC e MDB)                                                             |                            |
| 27 | Cláudio Ferreira     | DC            | Reginaldo dos Anjos (Patriota) | Biólogo                                                          | "Quando os Justos Governam, o Povo se Alegra" (DC e Patriota)                                              |                            |
| 28 | Coronel Bonoto       | PRTB          | Professor Fábio Amor (PRTB)    | Bombeiro                                                         | Sem coligação                                                                                              |                            |
| 50 | Kleison Teixeira     | PSOL          | Marcelino Dias (PSOL)          | Administrador de empresas                                        | Sem coligação                                                                                              |                            |
| 77 | José Carlos do Pátio | Solidariedade | Aylon Arruda (PSD)             | Prefeito (2009–2012 e desde 2017), Deputado estadual (2015–2019) | "Rondonópolis nos Trilhos do Desenvolvimento Econômico e Social" (Solidariedade, PSD, PTB, PCdoB, PP e PV) |                            |

## Resultados

### Prefeito
| Candidato(a)           | Candidato(a)                         | Vice                           | 1º turno 15 de novembro de 2020 | 1º turno 15 de novembro de 2020 |  |
| Candidato(a)           | Candidato(a)                         | Vice                           | Total                           | Porcentagem                     |  |
| ---------------------- | ------------------------------------ | ------------------------------ | ------------------------------- | ------------------------------- |  |
|                        | José Carlos do Pátio (Solidariedade) | Aylon Arruda (PSD)             | 44.605                          | 43,87%                          |  |
|                        | Luizão (Republicanos)                | Marchiane Fritzen (PSL)        | 20.653                          | 20,31%                          |  |
|                        | Cláudio Ferreira (DC)                | Reginaldo dos Anjos (Patriota) | 17.498                          | 17,21%                          |  |
|                        | Thiago Muniz (DEM)                   | Ibrahim Zaher (PSB)            | 13.844                          | 13,62%                          |  |
|                        | Kleber Amorim (PT)                   | Professora Bia (PT)            | 2.114                           | 2,08%                           |  |
|                        | Coronel Bonoto (PRTB)                | Professor Fábio Amor (PRTB)    | 1.786                           | 1,76%                           |  |
|                        | Ubaldo Barros (Cidadania)            | Eliezio Nascimento (Cidadania) | 789                             | 0,78%                           |  |
|                        | Kleison Teixeira (PSOL)              | Marcelino Dias (PSOL)          | 385                             | 0,38%                           |  |
| Total de votos válidos | Total de votos válidos               | Total de votos válidos         | 101.674                         | 92,44%                          |  |
| → Votos em branco      | → Votos em branco                    | → Votos em branco              | 2.983                           | 2,71%                           |  |
| → Votos nulos          | → Votos nulos                        | → Votos nulos                  | 5.328                           | 4,84%                           |  |
| Total de votos         | Total de votos                       | Total de votos                 | 109.985                         | 100%                            |  |
| Abstenções             | Abstenções                           | Abstenções                     | 45.553                          | 29,29%                          |  |
| Total de inscritos     |                                      |                                |                                 |                                 |  |

## Vereadores eleitos
| Candidato eleito     | Partido       | Votação | Porcentagem | Cidade onde nasceu | Unidade federativa |
| Roni Magnani         | Solidariedade | 2.203   | 2,15%       | Rondonópolis       | Mato Grosso        |
| Adilson do Naboreiro | Solidariedade | 2.195   | 2,14%       | Rondonópolis       | Mato Grosso        |
| Dico                 | Solidariedade | 1.445   | 1,41%       | Poxoréu            | Mato Grosso        |
| Dr. Jonas Rodrigues  | Solidariedade | 1.352   | 1,32%       | Rondonópolis       | Mato Grosso        |
| Batista              | Solidariedade | 1.186   | 1,16%       | Rondonópolis       | Mato Grosso        |
| Reginaldo Santos     | Solidariedade | 1.166   | 1,14%       | Rondonópolis       | Mato Grosso        |
| Dr. José Felipe      | PODE          | 1.154   | 1,12%       | Rondonópolis       | Mato Grosso        |
| Paulo Schuh          | DC            | 1.136   | 1,11%       | Rondonópolis       | Mato Grosso        |
| Adonias Fernandes    | MDB           | 1.116   | 1,09%       | Rondonópolis       | Mato Grosso        |
| Subtenente Guinâncio | PSDB          | 1.102   | 1,07%       | Duque de Caxias    | Rio de Janeiro     |
| Marildes Ferreira    | PSB           | 1.101   | 1,07%       | Guiratinga         | Mato Grosso        |
| Investigador Gerson  | MDB           | 1.056   | 1,03%       | Rondonópolis       | Mato Grosso        |
| Juary Miranda        | Solidariedade | 1.056   | 1,03%       | Poxoréu            | Mato Grosso        |
| Cláudio da Farmácia  | MDB           | 1.052   | 1,03%       | Turiúba            | São Paulo          |
| Roni Cardoso         | PSD           | 977     | 0,95%       | Rondolândia        | Mato Grosso        |
| Júnior Mendonça      | PT            | 860     | 0,84%       | Rondonópolis       | Mato Grosso        |
| Beto do Amendoim     | PTB           | 847     | 0,83%       | Amambaí            | Mato Grosso do Sul |
| Kalynka Meirelles    | Republicanos  | 823     | 0,80%       | Rondonópolis       | Mato Grosso        |
| Cido Silva           | PSC           | 808     | 0,79%       | Rondonópolis       | Mato Grosso        |
| Ozeas Reis           | PP            | 804     | 0,78%       | Alta Floresta      | Mato Grosso        |